# Bunetice
Bunetice (hongrois : Bunyita) est un village de Slovaquie situé dans la région de Košice.

## Histoire
Première mention écrite du village en 1427.

## Démographie

### Évolution de la population
| Année:               | 1994. | 2004.    | 2014. | 2024.   |
| -------------------- | ----- | -------- | ----- | ------- |
| Nombre de personnes: | 112   | 100      | 86    | 93      |
| Différence:          |       | -10,71 % | -14 % | +8,13 % |

| Année:               | 2023. | 2024.   |
| -------------------- | ----- | ------- |
| Nombre de personnes: | 90    | 93      |
| Différence:          |       | +3,33 % |